# Aeroportul Municipal Sterling
Aeroportul Municipal Sterling (IATA: STK, ICAO: KSTK, FAA LID: STK) este un aeroport din Colorado, Statele Unite ale Americii.
Situat la o altitudine de 1.230,66048 m, aeroportul dispune de 1 pistă.

## Infrastructură

### Piste
Aeroportul dispune de o singură pistă. Pista 15/33 are suprafața de asfalt și dimensiunile 5.201 picioare × 75 picioare. 